# Garb Lubawski
Garb Lubawski (315.15) – mezoregion fizycznogeograficzny stanowiący północno-wschodnią część Pojezierza Chełmińsko-Dobrzyńskiego, między Doliną Drwęcy (Pojezierze Iławskie) na północnym zachodzie i Pojezierzem Olsztyńskim na północnym wschodzie a Równiną Urszulewską na południu.
Stanowi łuk wzniesień morenowych z trzeciorzędowymi iłami w podłożu, poprzerywany obniżeniami. Urozmaicona rzeźba terenu. Wysokość do 312 m (Dylewska Góra). Wzgórza pokrywają bujne mieszane lasy z przewagą buka, który osiąga tu imponujące rozmiary.
Znajduje się tam kilka niewielkich jezior np. Jezioro Hartowieckie.
Główne miasta: Nidzica, Nowe Miasto Lubawskie, Lubawa i Lidzbark.
Na obszarze Garbu Lubawskiego leży pole bitwy Grunwald.